# Octav Enigărescu
Octav Enigărescu (n. 13 iulie 1924, București, România – d. 1993) a fost unul dintre cei mai valoroși baritoni români. 

## Biografie
A studiat la Conservatorul din București cu baritonul Aurel Costescu-Duca (absolvent 1946). În paralel a urmat studiile Facultății de Științe Juridice. După debutul la Opera Română din Cluj, Octav Enigărescu s-a afirmat pe scena bucureșteană, într-o multitudine de roluri. Vocea sa puternică, frumoasă și calitățile actoricești deosebite, l-au propulsat în prim-planul vieții muzicale românești și i-au oferit șansa unei cariere deosebite. A ocupat și funcția de director al Operei Române. A realizat numeroase înregistrări și emisiuni de radio și televiziune. A efectuat turnee artistice în mai multe țări europene. A jucat și în filme artistice, cum ar fi Buzduganul cu trei peceți (1977) sau serialul Toate pânzele sus. A fost profesor de canto la Ruse în Bulgaria și la Novi Sad (fosta Iugoslavie). A făcut parte ca membru sau ca președinte din juriile unor importante concursuri de muzică vocală.
În prezent, Școala de Arte din Târgoviște îi poartă numele.
Fiul său, Paul Enigărescu, este maestru de sunet la Radiodifuziunea Română, unde a ocupat și funcții de conducere.

## Distincții
- Medalia Muncii (30 martie 1954) „pentru merite în activitatea artistică”[2]
- titlul de Artist Emerit (28 martie 1962) „pentru realizări valoroase în domeniul artistic”[3]
- Ordinul „Meritul Cultural” clasa a III-a (12 septembrie 1968) „pentru merite deosebite în activitatea muzicală”[4]
- Ordinul „Meritul Cultural” clasa I (1971) „pentru merite deosebite în opera de construire a socialismului, cu prilejul aniversării a 50 de ani de la constituirea Partidului Comunist Român”[5]

## Filmografie
- Buzduganul cu trei peceți (1977)
- Toate pînzele sus (serial TV, 1977) - ep. 2, 12